# Saut de mains
 (novembre 2013).
Si vous disposez d'ouvrages ou d'articles de référence ou si vous connaissez des sites web de qualité traitant du thème abordé ici, merci de compléter l'article en donnant les références utiles à sa vérifiabilité et en les liant à la section « Notes et références ».

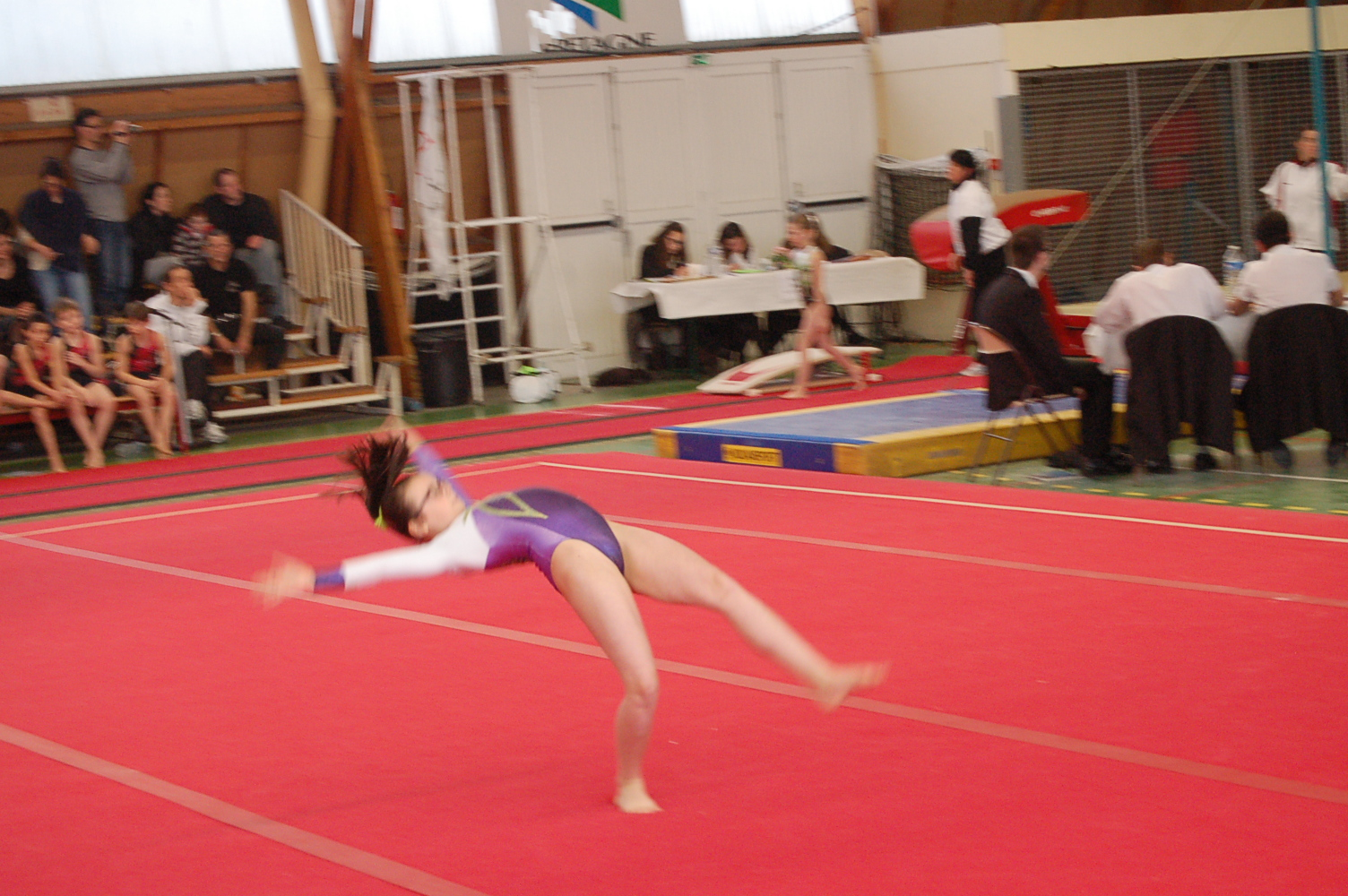
sortie de saut de main (courbe arrière).

Le saut de mains est une figure de gymnastique consistant en un retournement en avant. Le gymnaste commence par une course suivie d'un sursaut, puis par une pose des mains au sol (passage en Appui Tendu Renversé ou ATR). Il envoie ensuite avec force ses talons vers l'avant en gardant le corps tendu en courbe arrière, il repousse ensuite le sol au niveau des épaules (les bras restent tendus) et, grâce à la vitesse de répulsion des talons, se retrouve debout. 
Cet élément est au sol un élément de prise d'élan. Il permet de prendre de l'énergie cinétique et de potentialiser cette énergie pour réaliser des figures plus impressionnantes comme les vrilles ou les saltos sous toutes leurs formes possibles. 